# Pháo đài Jaisalmer
Pháo đài Jaisalmer nằm ở thành phố Jaisalmer, thuộc bang Rajasthan của Ấn Độ. Người ta tin rằng nó là một trong số rất ít các "pháo đài sống" (có lẽ chỉ có duy nhất) trên thế giới, vì gần một phần tư dân số của thành phố cũ vẫn sống trong pháo đài. Trong thời đại hoàng kim, pháo đài là thành phố Jaisalmer. Các khu định cư đầu tiên bên ngoài pháo đài, để đáp ứng sự gia tăng dân số của Jaisalmer, được cho là đã xuất hiện trong thế kỷ XVII.
Pháo đài Jaisalmer là pháo đài cổ thứ hai ở Rajasthan, được xây dựng vào năm 1156 bởi Rajat Rawal (người cai trị) Jaisal và đứng vai trò quan trọng trên tuyến đường thương mại (kể cả con đường tơ lụa).
Các bức tường bằng sa thạch màu vàng to lớn của pháo đài như là màu lông con sư tử trong ngày, phai màu vàng dịu khi mặt trời lặn, do đó ngụy trang pháo đài trong sa mạc màu vàng. Vì lý do này, nó còn được gọi là Sonar Quila hay Golden Fort. Pháo đài nằm giữa sa mạc Thar trên đồi Trikuta. Ngày nay, nằm dọc theo rìa phía nam của thành phố mang tên nó; vị trí trên đỉnh đồi của nó làm cho tháp sắc màu rực rỡ của pháo đài rõ ràng cho nhiều dặm xung quanh.
Năm 2013, tại kỳ họp thứ 37 của Ủy ban Di sản thế giới tổ chức tại Phnôm Pênh, Campuchia, Pháo đài Jaisalmer, cùng với 5 pháo đài khác của Rajasthan, được tuyên bố là Di sản Thế giới của UNESCO dưới sự quản lý đồi pháo đài Rajasthan.

## Lịch sử

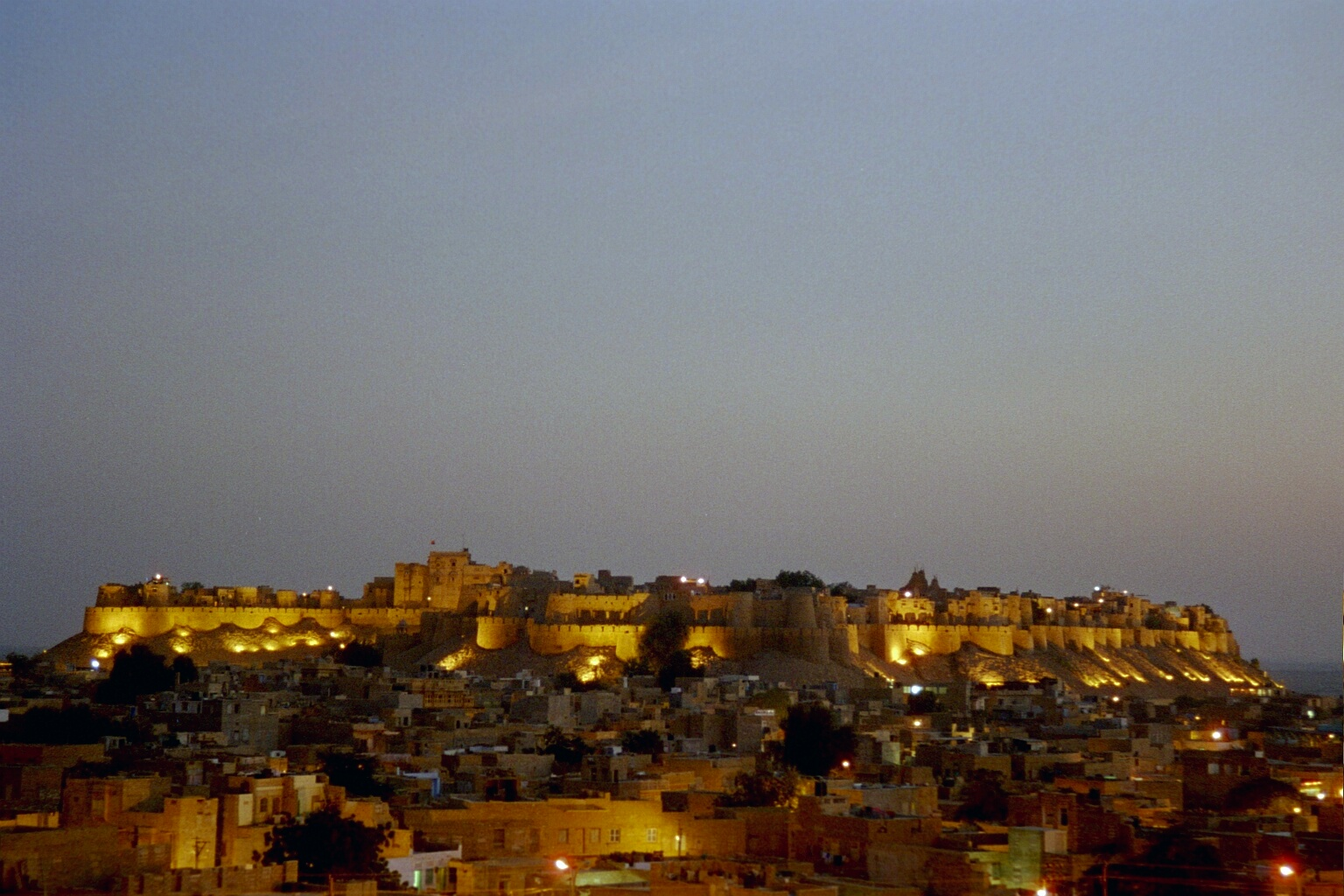
Một góc nhìn pháo đài ở trên thành phố, vào buổi tối

Theo truyền thuyết, pháo đài được xây dựng bởi Rawal Jaisal, một Bhatti Rajput, vào năm 1156. Câu chuyện nói rằng nó đã thay thế cho một công trình trước đó ở Lodhruva, mà Jaisal không hài lòng. Như vậy, một thủ phủ mới được thành lập khi Jaisal thành lập thành phố Jaisalmer.
Khoảng 1293-1294, Rawal Jethsi phải đối mặt với một cuộc bao vây từ tám đến chín năm bởi Sultan Alauddin Khalji của Delhi, người bị cho là đã bị kích động bởi một cuộc đột kích Bhatti vào kho báu của ông ta. Đến cuối cuộc vây hãm, đối mặt với thất bại, những người phụ nữ Bhatti Rajput đã tự thiêu, và các chiến binh nam đã gặp được kết cục chết chóc trong trận chiến với lực lượng của Sultan. Vài năm sau cuộc vây hãm thành công, pháo đài vẫn bị bỏ rơi, trước khi bị được một số người Bhattis sống sót chiếm lại.
Trong thời trị vì của Rawal Lunakaran, khoảng năm 1530 - 1551, pháo đài bị tấn công bởi một người đứng đầu Afghanistan Amir Ali. Khi dường như Rawal Lunakaran đã thất bại, ông đã giết chết những người phụ nữ của mình vì không có đủ thời gian để sắp xếp một lễ tự thiêu. Thật đáng tiếc, quân tiếp viện đã đến ngay sau khi hành động được thực hiện và quân đội của Jaisalmer đã giành chiến thắng. Năm 1541, Rawal Lunakaran cũng chiến đấu với hoàng đế Humayun của đế quốc Mogul sau khi ông này tấn công pháo đài trên đường tới Ajmer.
Ông ta cũng đã dâng con gái mình cho Akbar. Đế quốc Mogul kiểm soát pháo đài cho đến năm 1762, khi Maharawal Mulraj giành quyền kiểm soát pháo đài. Do vị trí cô lập, pháo đài đã thoát khỏi được sự tàn phá của Maratha. Hiệp ước giữa Công ty Đông Ấn Anh và Mulraj vào ngày 12 tháng 12 năm 1818 cho phép Mulraj giữ quyền kiểm soát pháo đài và được bảo vệ khỏi sự xâm lược. Sau cái chết của Mulraj năm 1820, cháu nội Gaj Singh thừa hưởng quyền kiểm soát pháo đài.
Với sự ra đời của quy tắc Anh, sự xuất hiện của thương mại hàng hải và sự tăng trưởng của cảng Bombay đã dẫn đến sự suy giảm dần dần về kinh tế của Jaisalmer. Sau khi phong trào độc lập Ấn Độ và chia cắt Ấn Độ, tuyến thương mại cổ đại đã bị đóng cửa hoàn toàn, do đó vĩnh viễn loại bỏ thành phố khỏi vai trò quan trọng trước đây trong thương mại quốc tế. Tuy nhiên, tầm quan trọng chiến lược tiếp theo của Jaisalmer đã được chứng minh trong các cuộc chiến tranh năm 1965 và 1971 giữa Ấn Độ và Pakistan.
Mặc dù thị trấn Jaisalmer không còn hoạt động như một thành phố thương mại quan trọng, hoặc là một trạm quân sự chính, thị trấn vẫn có thể kiếm được thu nhập như là một điểm đến du lịch lớn. Ban đầu, toàn bộ dân số của Jaisalmer sống trong pháo đài, và ngày nay pháo đài cũ vẫn giữ được một dân số cư trú khoảng 4.000 người, phần lớn là hậu duệ của cộng đồng Brahmin và Daroga. Hai cộng đồng này đã từng phục vụ như là lực lượng lao động cho nhà cầm quyền Bhati thời bấy giờ của pháo đài, sau họ cư trú trên đỉnh đồi và bên trong pháo đài. Với sự gia tăng dân số trong khu vực, nhiều cư dân của thị trấn dần dần di dời đến chân đồi Trikuta. Từ đó, dân số của thị trấn đã lan rộng ra ngoài pháo đài, và vào thung lũng liền kề bên dưới.

## Kiến trúc
Pháo đài dài 1.500 ft (460 m) và rộng 750 ft (230 m) và được xây dựng trên một ngọn đồi ở độ cao 250 ft (76 m) so với vùng nông thôn xung quanh. Căn cứ của pháo đài có bức tường cao 15 ft (4,6 m) tạo thành vòng ngoài cùng của pháo đài, trong kiến trúc phòng thủ ba vòng. Phần nhô ra hoặc tháp của pháo đài tạo thành một chu vi tường phòng thủ khoảng 2,5 mi (4,0 km). Pháo đài bây giờ kết hợp 99 chỗ nhô ra, trong đó có 92 chiếc được xây dựng hoặc được xây dựng lại đáng kể trong giai đoạn 1633-1647. Pháo đài cũng có bốn cổng từ thị trấn, một trong số đó đã từng được bảo vệ bởi pháo. Các điểm tham quan pháo đài bao gồm:
- Bốn cổng vào mà du khách đến pháo đài phải vượt qua, nằm dọc theo lối tiếp cận chính tới thành.
- Cung điện Raj Mahal, nơi cư trú cũ của Maharawal ở Jaisalmer.
- Đền Kỳ-na: Bên trong Pháo đài Jaisalmer có 7 đền Kỳ-na được xây bằng đá cát vàng trong thế kỷ XII-XVI.[10][11] Askaran Chopra của Merta City đã xây dựng một ngôi đền lớn dành riêng cho Sambhavanatha. Đền có hơn 600 tượng thần với nhiều thánh thư cũ.[12] Chopra Panchaji xây dựng đền Ashtapadh bên trong pháo đài.[13]
- Đền thờ Laxminath của Jaisalmer, dành cho việc thờ phượng các vị thần Lakshmi và Vishnu.
- Rất nhiều Merchant Havelis. Đây là những ngôi nhà lớn được xây dựng bởi các thương gia giàu có ở các thị trấn Rajasthani và các thành phố ở Bắc Ấn Độ, với chạm khắc bằng đá cẩm thạch trang trí. Một số haveli (những ngôi nhà truyền thống hoặc lâu đài) đã được hàng trăm năm tuổi. Ở Jaisalmer có rất nhiều haveli tinh xảo được khắc từ sa thạch. Một số trong số này có nhiều tầng và vô số phòng, với cửa sổ trang trí, cổng vòm, cửa ra vào và ban công. Một số havelis là bảo tàng ngày nay nhưng hầu hết ở Jaisalmer vẫn còn sống bởi các gia đình đã xây dựng chúng. Trong số này là Vyas được xây dựng trong thế kỷ XV, mà vẫn còn chiếm bởi các hậu duệ của các nhà xây dựng ban đầu. Một ví dụ khác là Cung điện Shree Nath từng được thủ tướng Jaisalmer cư ngụ. Một số cửa ra vào và trần nhà là những ví dụ điển hình của gỗ khắc từ hàng trăm năm trước.

Pháo đài có một hệ thống thoát nước khéo léo được gọi là ghut nali cho phép dễ dàng thoát nước mưa ra khỏi pháo đài trong cả bốn hướng của pháo đài. Qua nhiều năm, các hoạt động xây dựng lộn xộn và xây dựng các con đường mới làm giảm hiệu quả của nó.

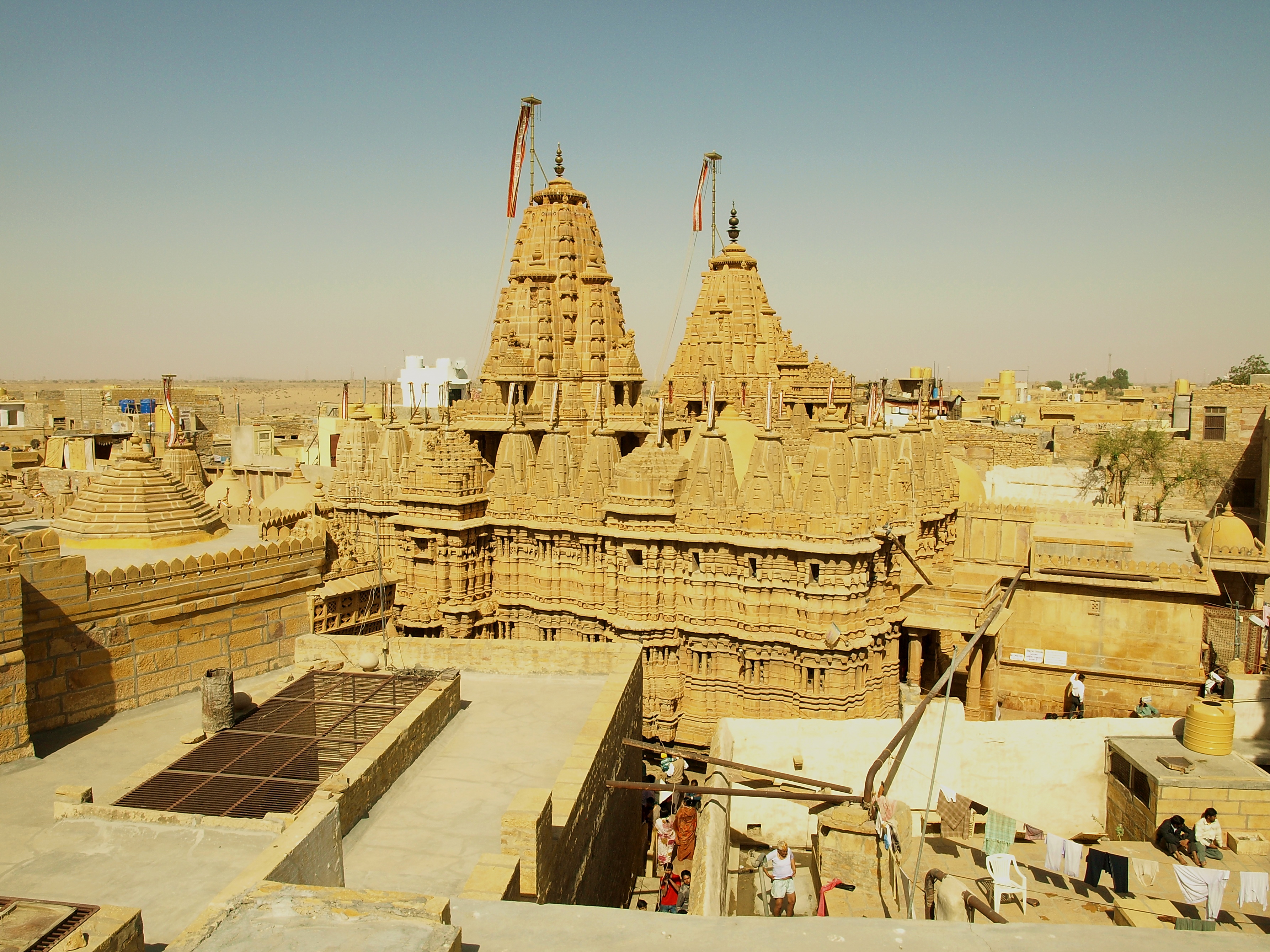
Đền Kỳ-na bên trong pháo đài Jaisalmer
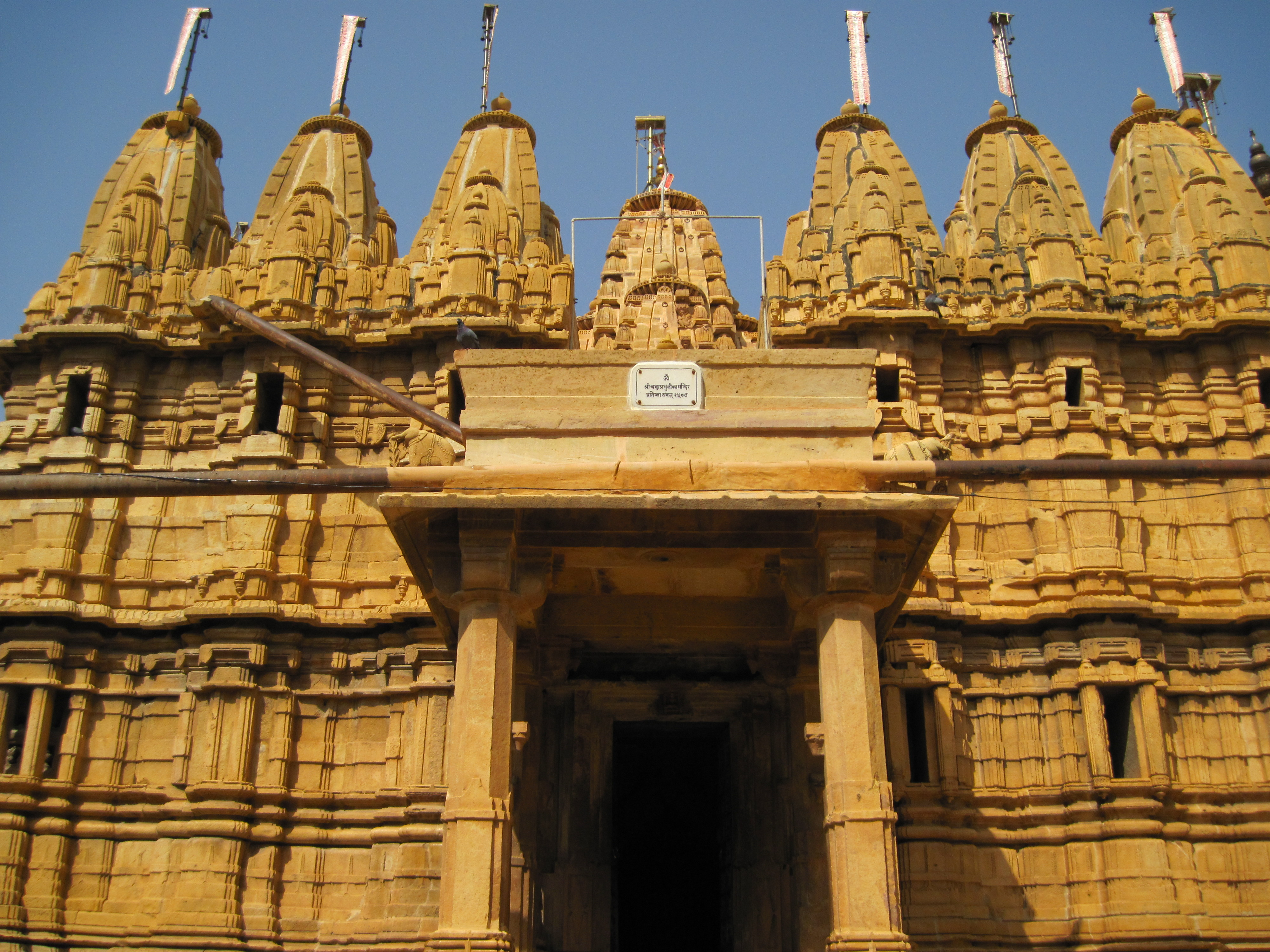
Đền Kỳ-na Chandraprabhu bên trong pháo đài Jaisalmer
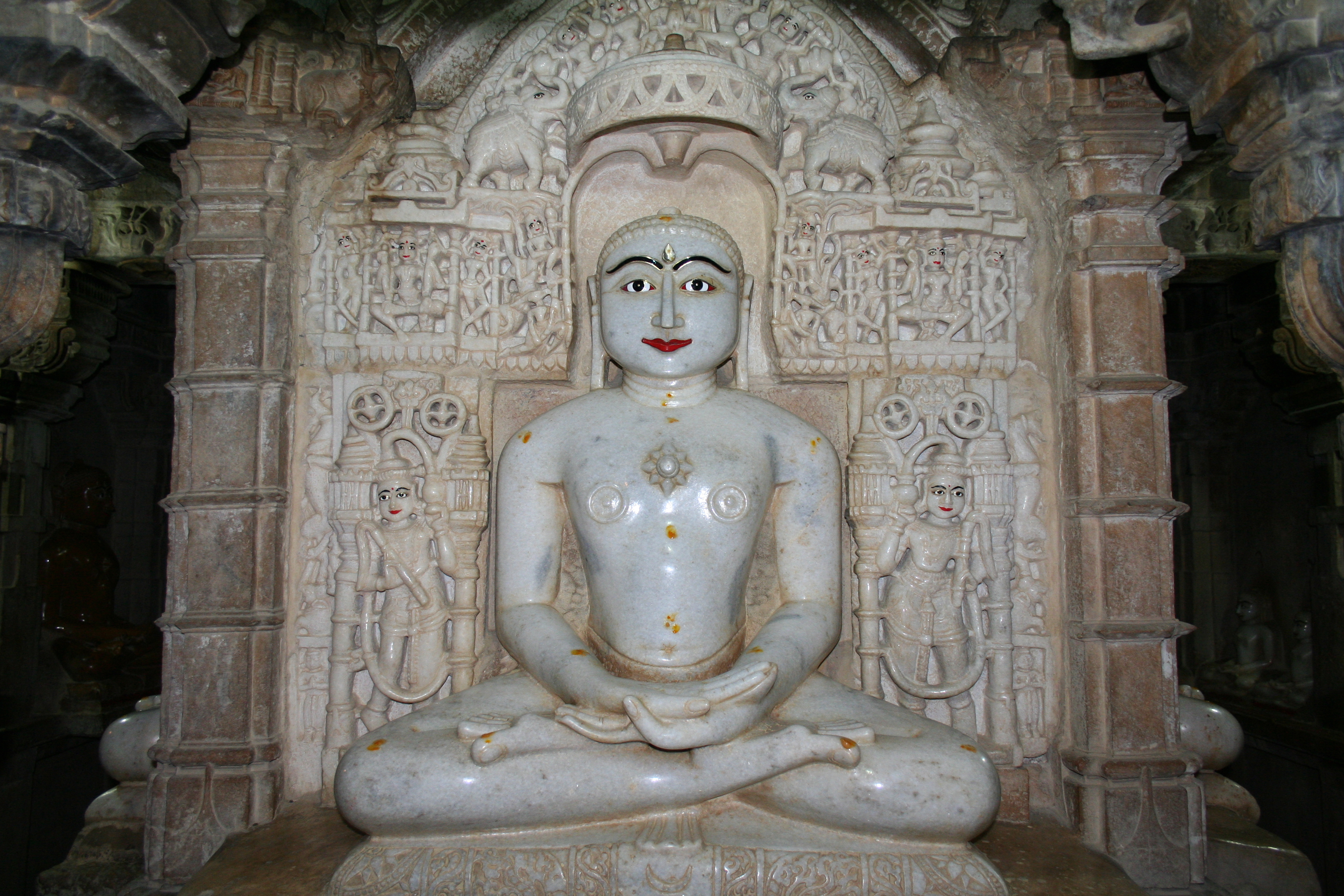
Tượng Chandraprabha bên trong đền Kỳ-na của pháo đài Jaisalmer
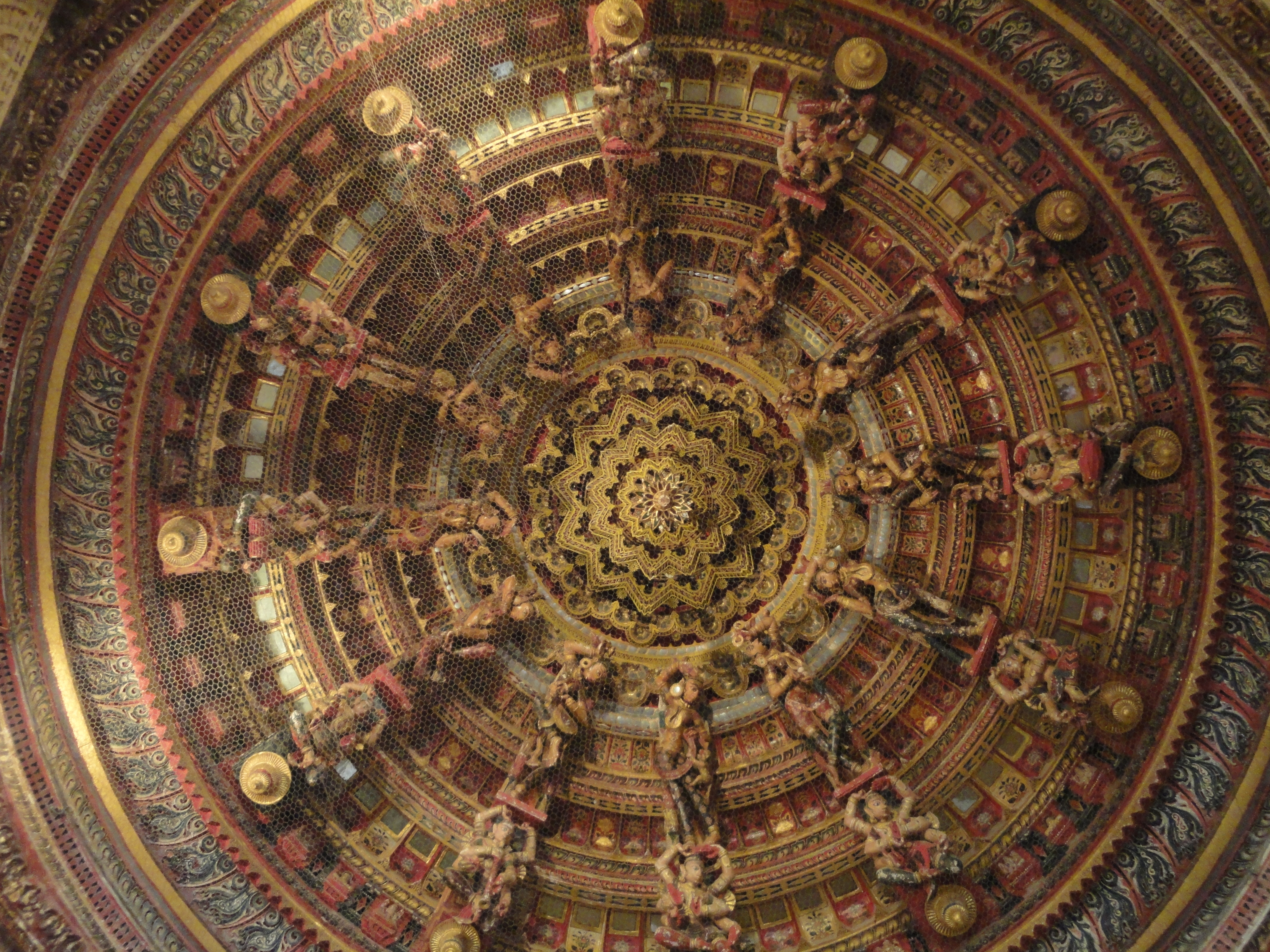
Trần nhà của đền Kỳ-na bên trong pháo đài Jaisalmer
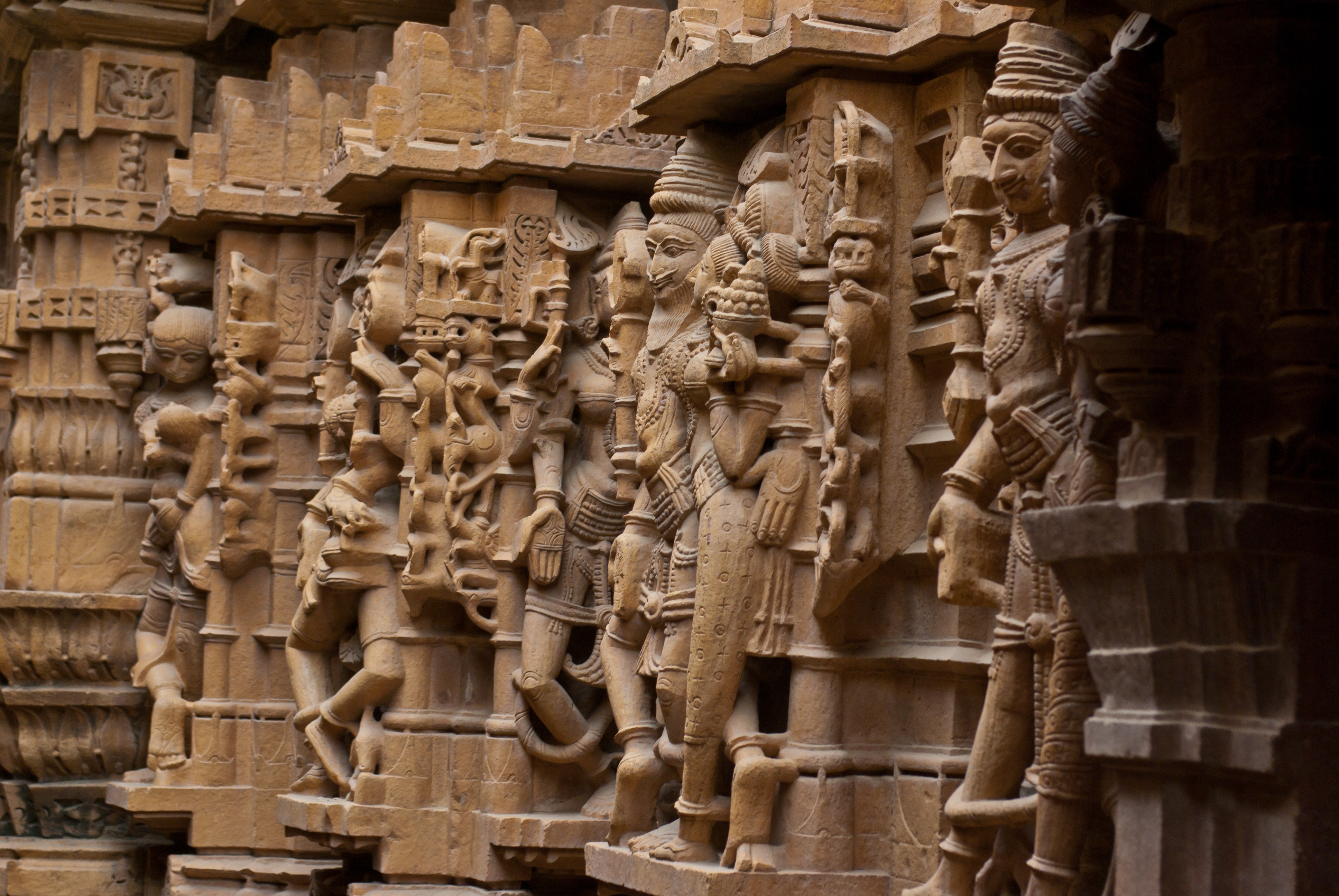
Khắc trên tường đền Kỳ-na, Pháo đài Jaisalmer

## Văn hóa
Pháo đài có rất nhiều quán ăn, bao gồm các món ăn Ý, Pháp và các món ăn bản địa. Đạo diễn nổi tiếng người Ấn Độ Satyajit Ray đã viết cuốn Sonar Kella (The Golden Fortress), một cuốn tiểu thuyết trinh thám dựa trên pháo đài và sau đó ông quay phim ở đây. Bộ phim đã trở thành một cổ điển và một số lượng lớn khách du lịch từ Bengal và khắp thế giới ghé thăm pháo đài hàng năm để trải nghiệm cho chính mình mà Ray mô tả trong bộ phim. Sáu pháo đài của Rajasthan, cụ thể là pháo đài Amer, pháo đài Chittor, pháo đài Gagron, pháo đài Jaisalmer, pháo đài Kumbhal và pháo đài Ranthambore được đưa vào danh sách Di sản thế giới của UNESCO trong cuộc họp lần thứ 37 của Ủy ban Di sản Thế giới tại Phnôm Pênh vào tháng 6 năm 2013. Chúng được công nhận là một di sản văn hoá và những ví dụ về kiến trúc đồi quân sự Rajput.

## Phục hồi

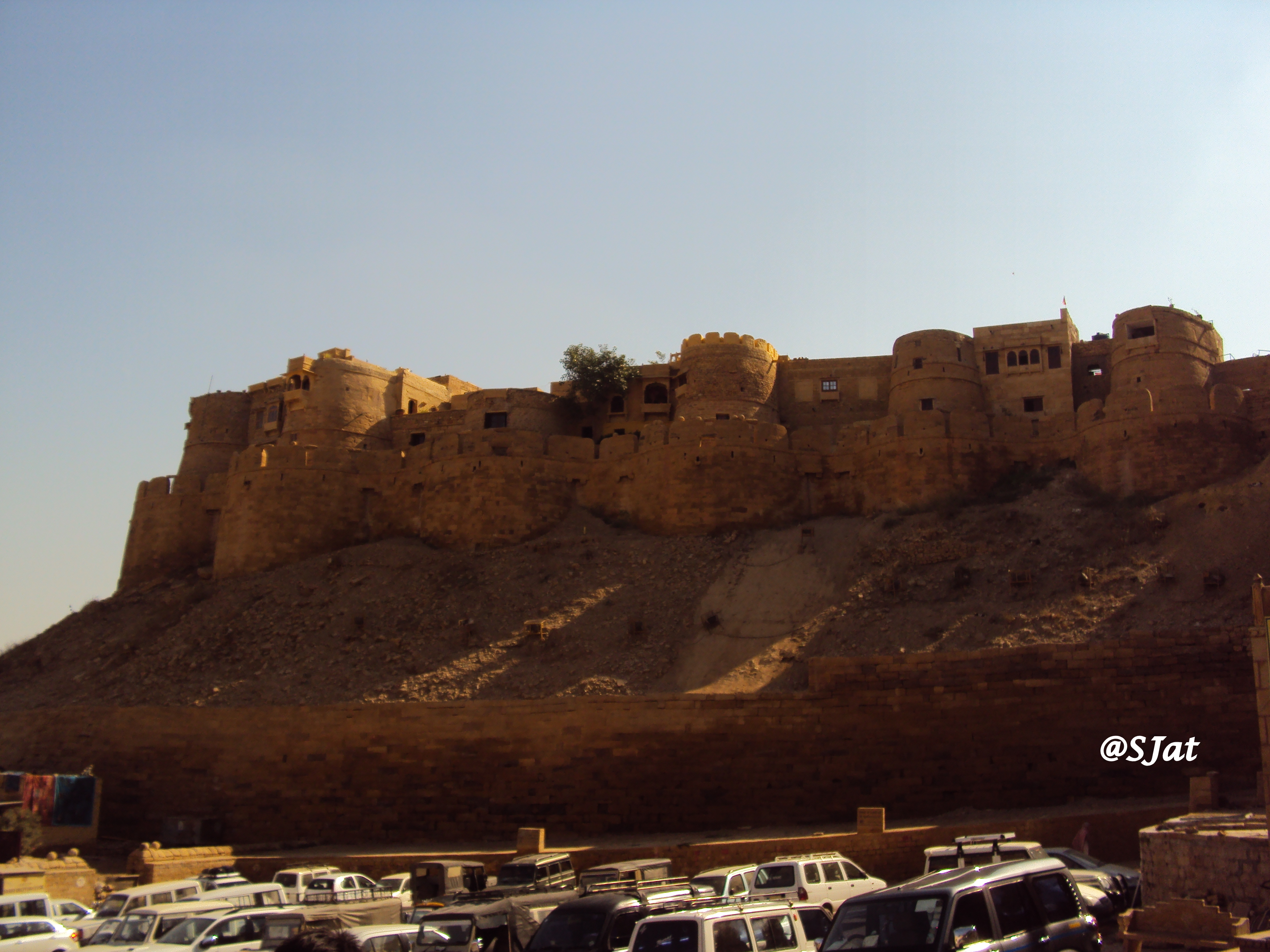
Pháo đài Jaisalmer (từ Sonargadh)

Pháo đài Jaisalmer ngày nay phải đối mặt với những nguy cơ khác nhau là kết quả của sự gia tăng về dân số. Thấm nước, các tiện nghi công cộng không đầy đủ, nhà ở bỏ hoang và hoạt động địa chấn xung quanh đồi Trikuta là một số mối quan tâm chính ảnh hưởng đến Pháo đài. Không giống như hầu hết các pháo đài khác, pháo đài Jaisalmer được xây dựng trên một chân đồi trầm tích yếu, làm cho nền tảng của nó đặc biệt dễ bị thấm. Trong những năm qua, điều này đã dẫn đến sự sụp đổ của một phần quan trọng của Pháo đài như cung điện của Nữ hoàng hoặc Rani Ka Mahal và các phần của bức tường ranh giới bên ngoài và các bức tường thấp hơn.
Quỹ Di sản Thế giới đã đề cập đến các mối đe dọa gây ra bởi sự gia tăng dân số trong nước và số lượng khách du lịch đến thăm nó hàng năm trong báo cáo năm 1996, 1998 và 2000. Pháo đài là một trong những điểm thu hút khách du lịch nổi tiếng nhất của Rajasthan với khoảng năm đến sáu trăm ngàn khách du lịch đến thăm nó hàng năm. Kết quả là, nó bị ô nhiễm tiếng ồn với các hoạt động thương mại và xe cộ.
Các công trình khôi phục chính đã được thực hiện bởi Quỹ Di sản Thế giới và tổ chức từ thiện Jaisalmer của Vương quốc Anh ở Jeopardy. Theo cựu Chủ tịch INTACH S.K. Misra, American Express đã cung cấp hơn 1 triệu đô la cho việc bảo tồn pháo đài Jaisalmer. Sự vắng mặt của hành động phối hợp giữa các cơ quan chính phủ khác nhau chịu trách nhiệm về các tiện nghi công cộng, khu đô thị địa phương và Khảo sát Khảo cổ học chịu trách nhiệm bảo dưỡng bảo trì của pháo đài là một trở ngại lớn trong việc duy trì và phục hồi.

## Hình ảnh

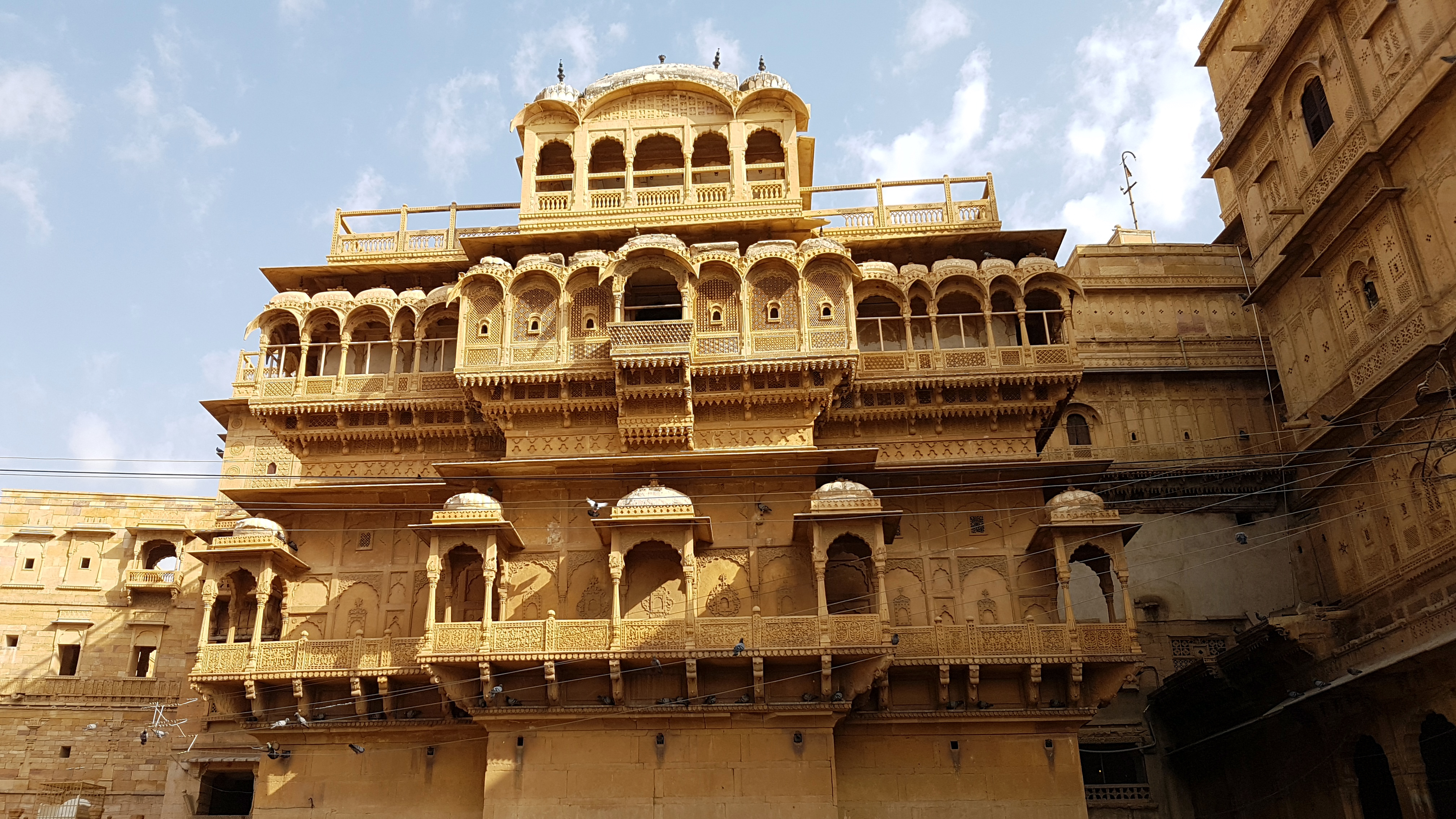
Cung điện ở pháo đài
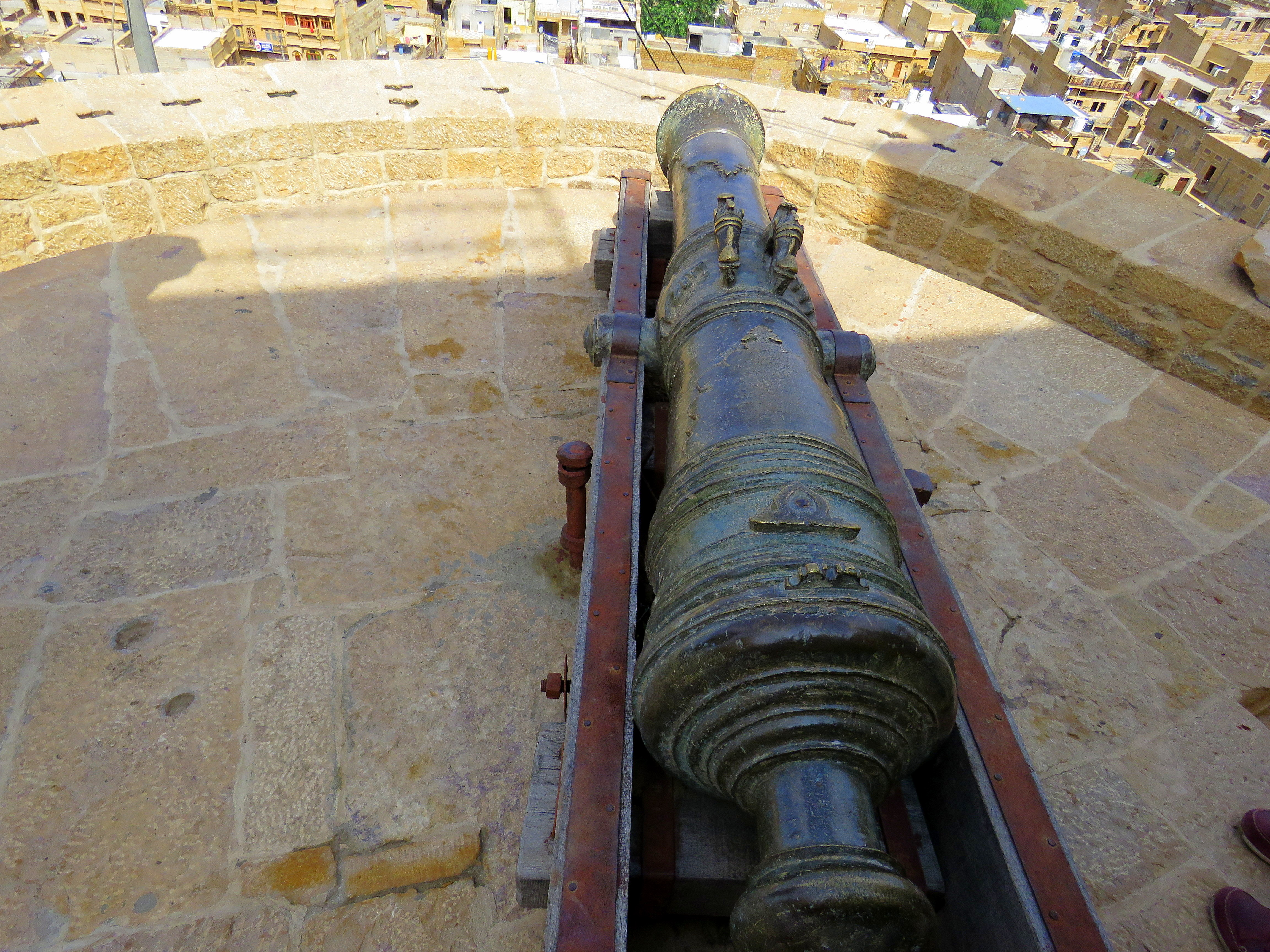
Cannon tại pháo đài Jaisalmer
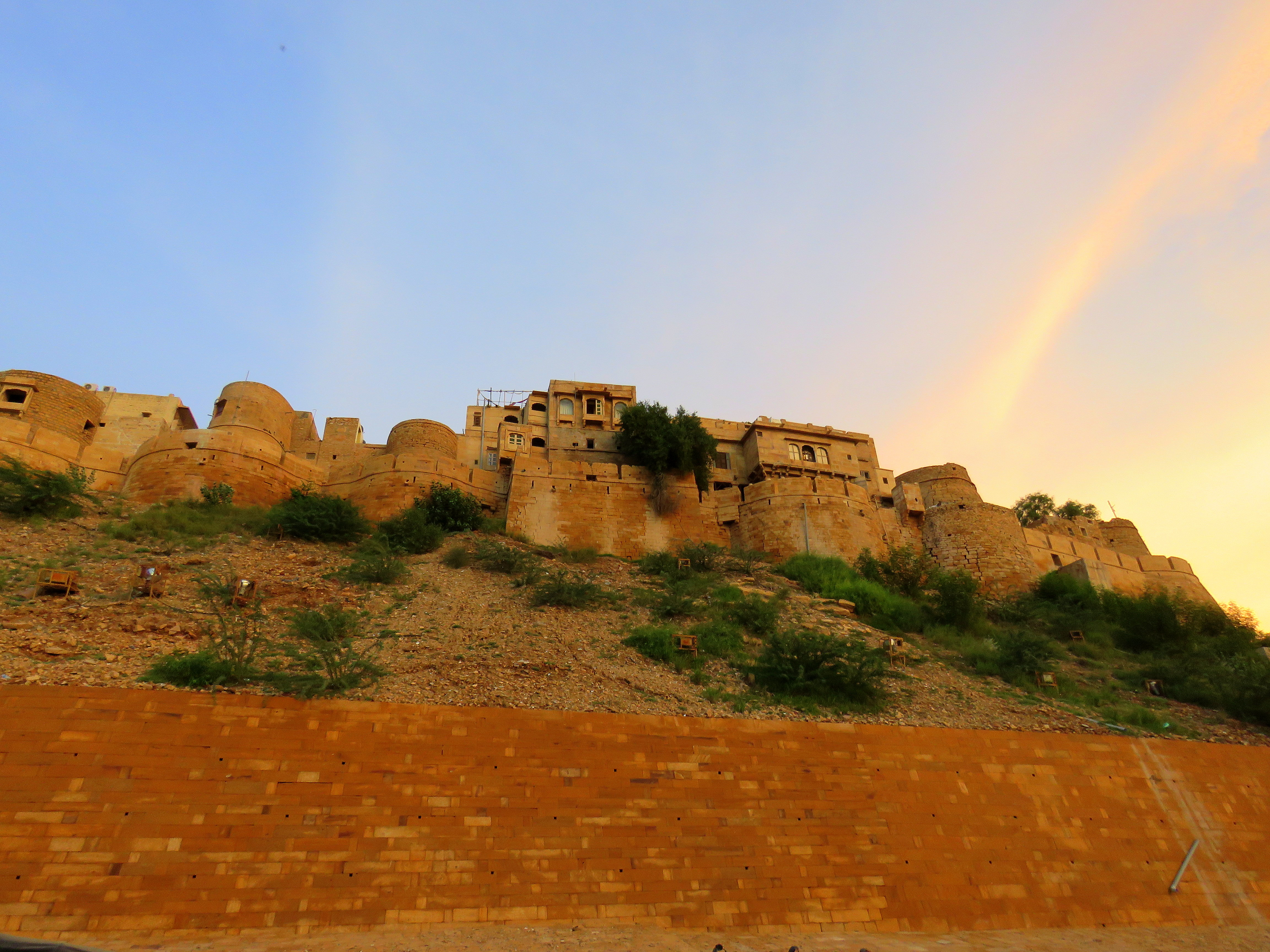
Pháo đài Jaisalmer buổi tối
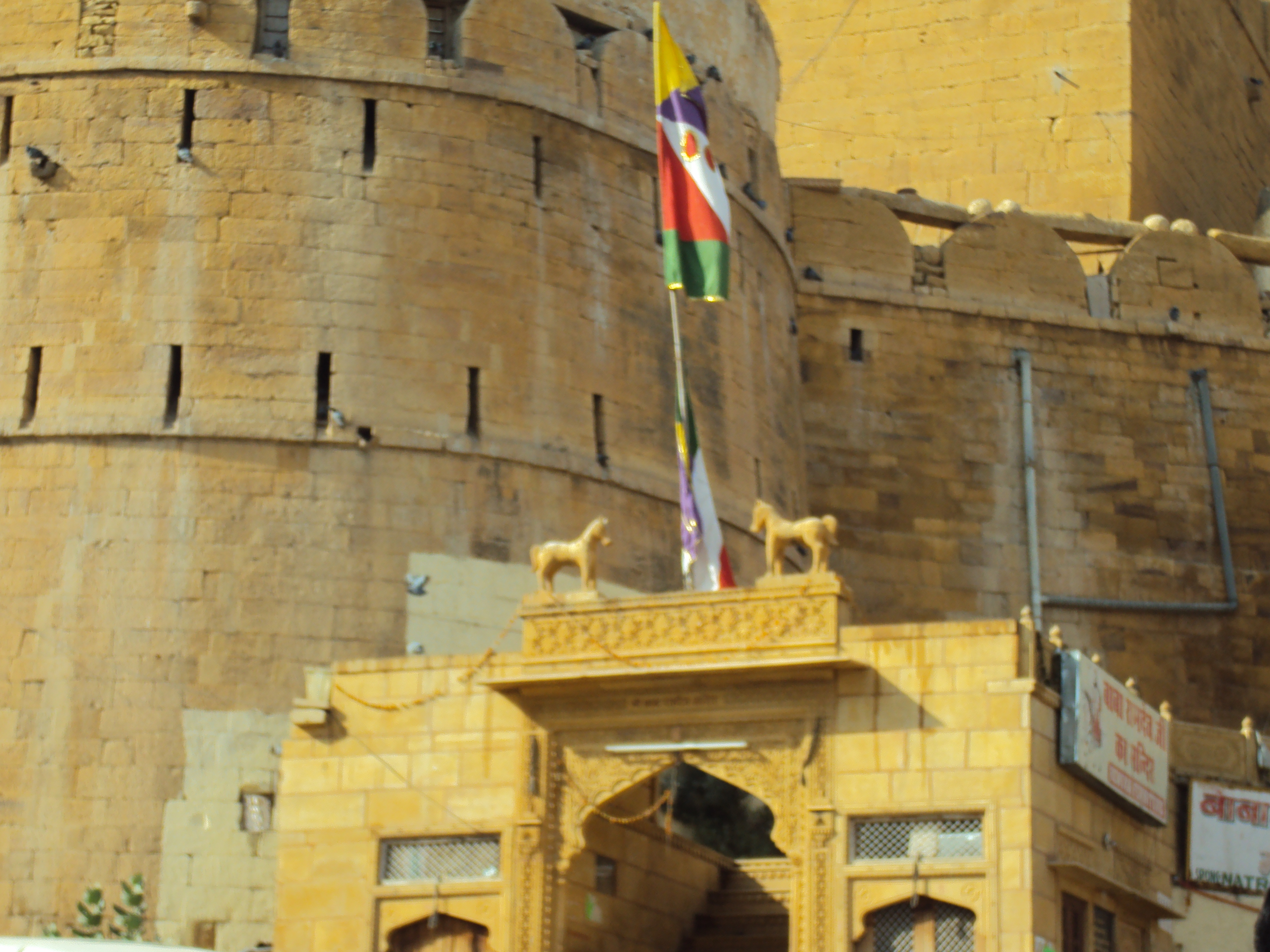
Lối vào pháo đài
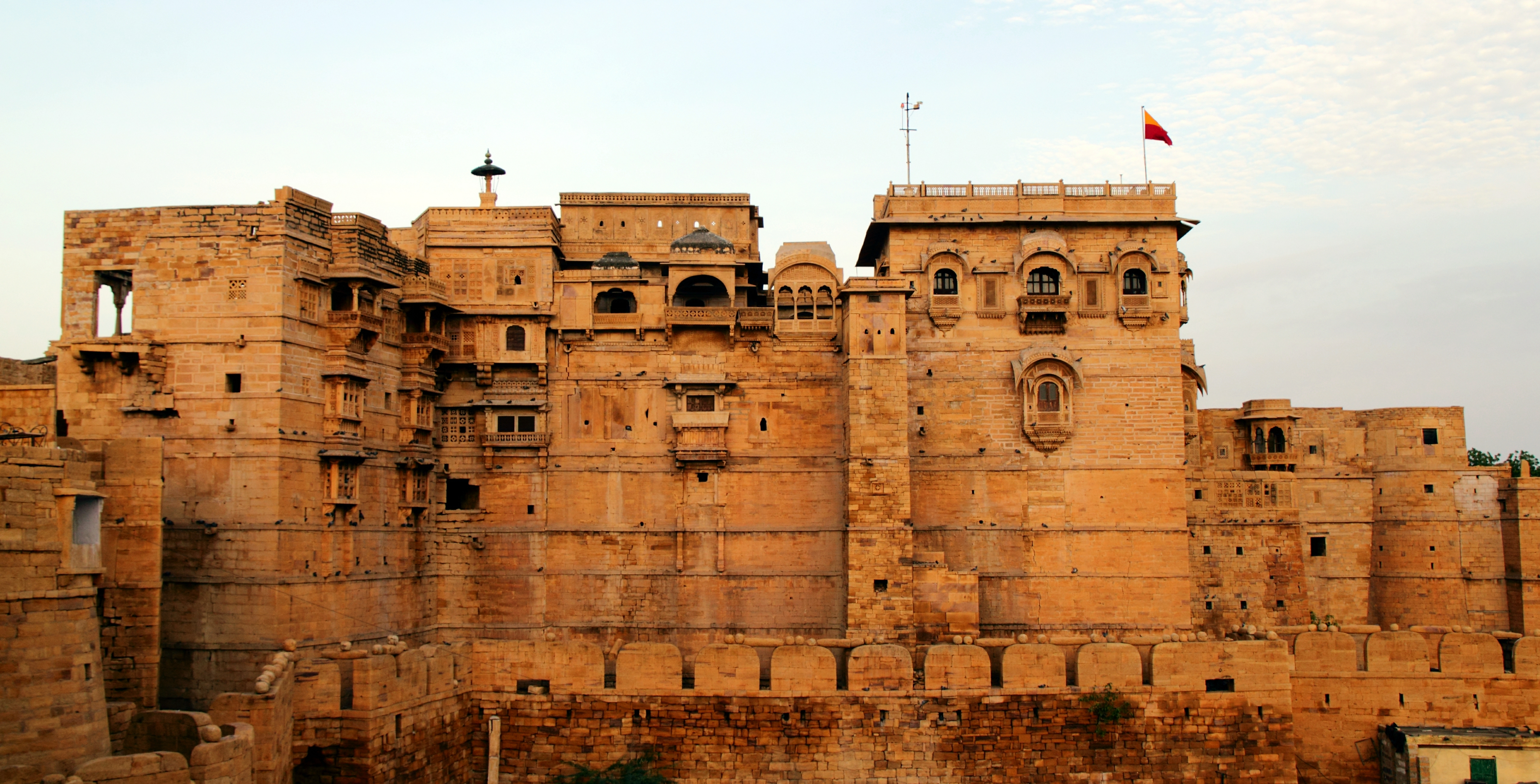
Pháo đài Cung điện - Pháo đài Jaisalmer
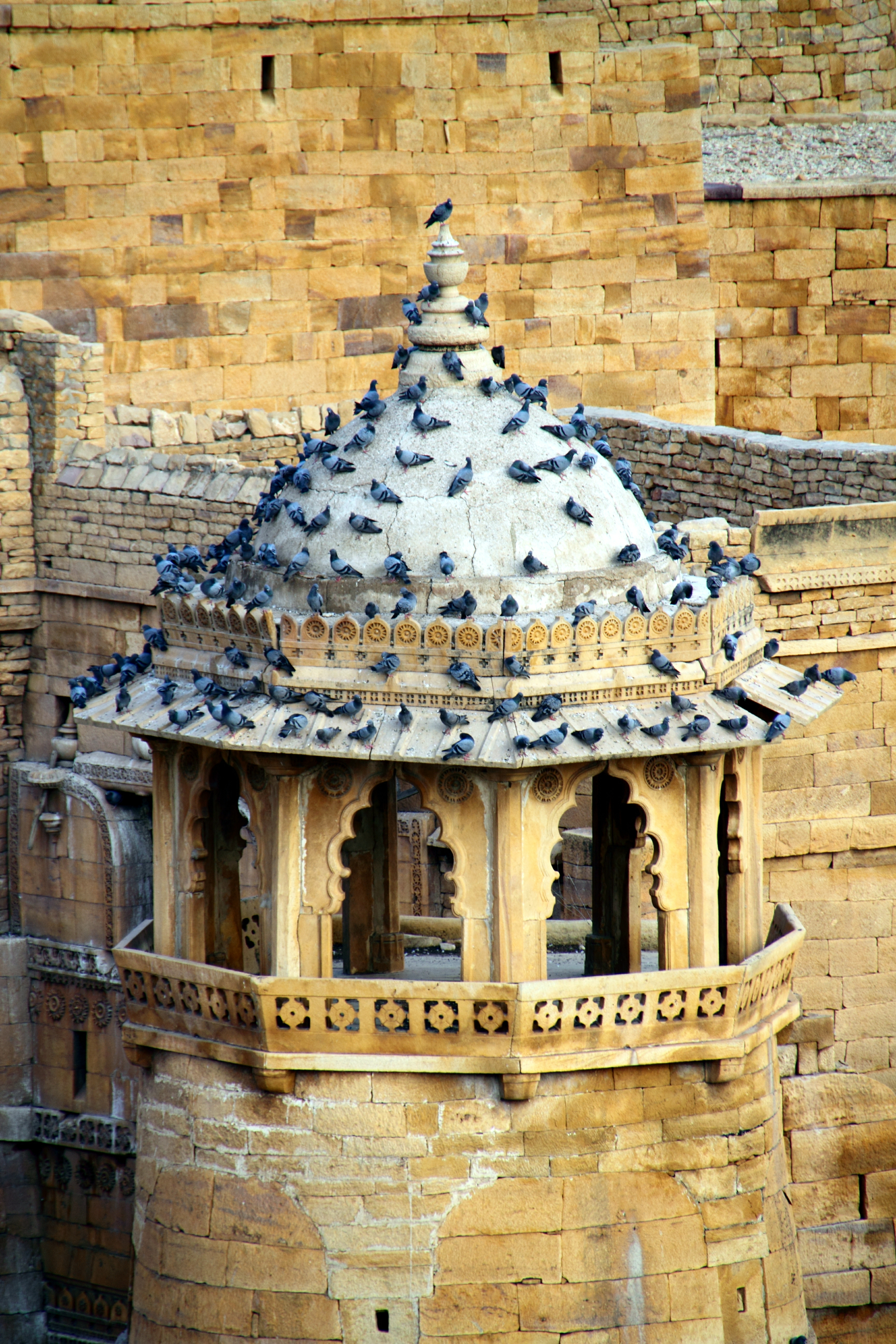
Hierarchy
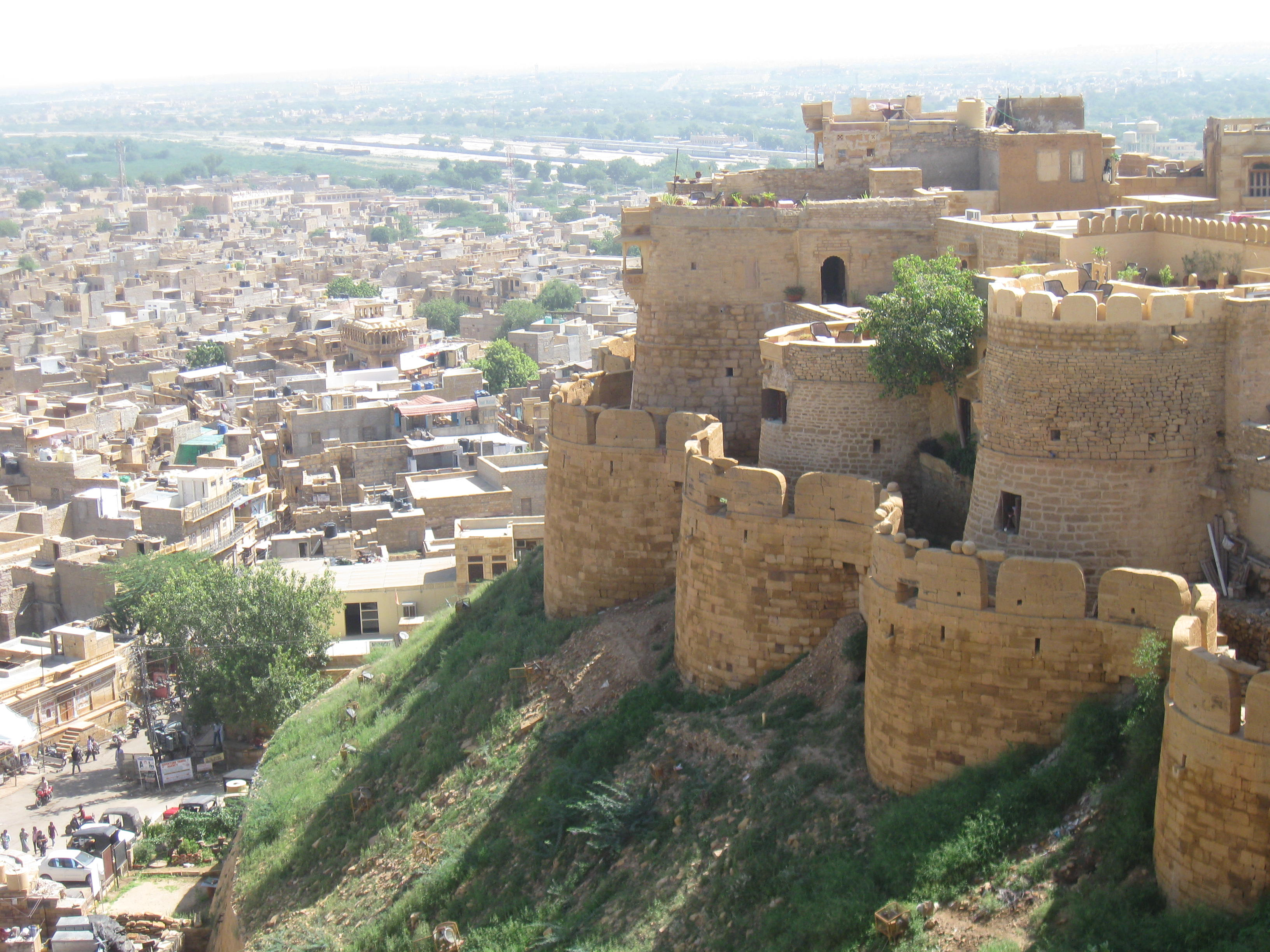
Pháo đài và Thành phố Jaisalmer
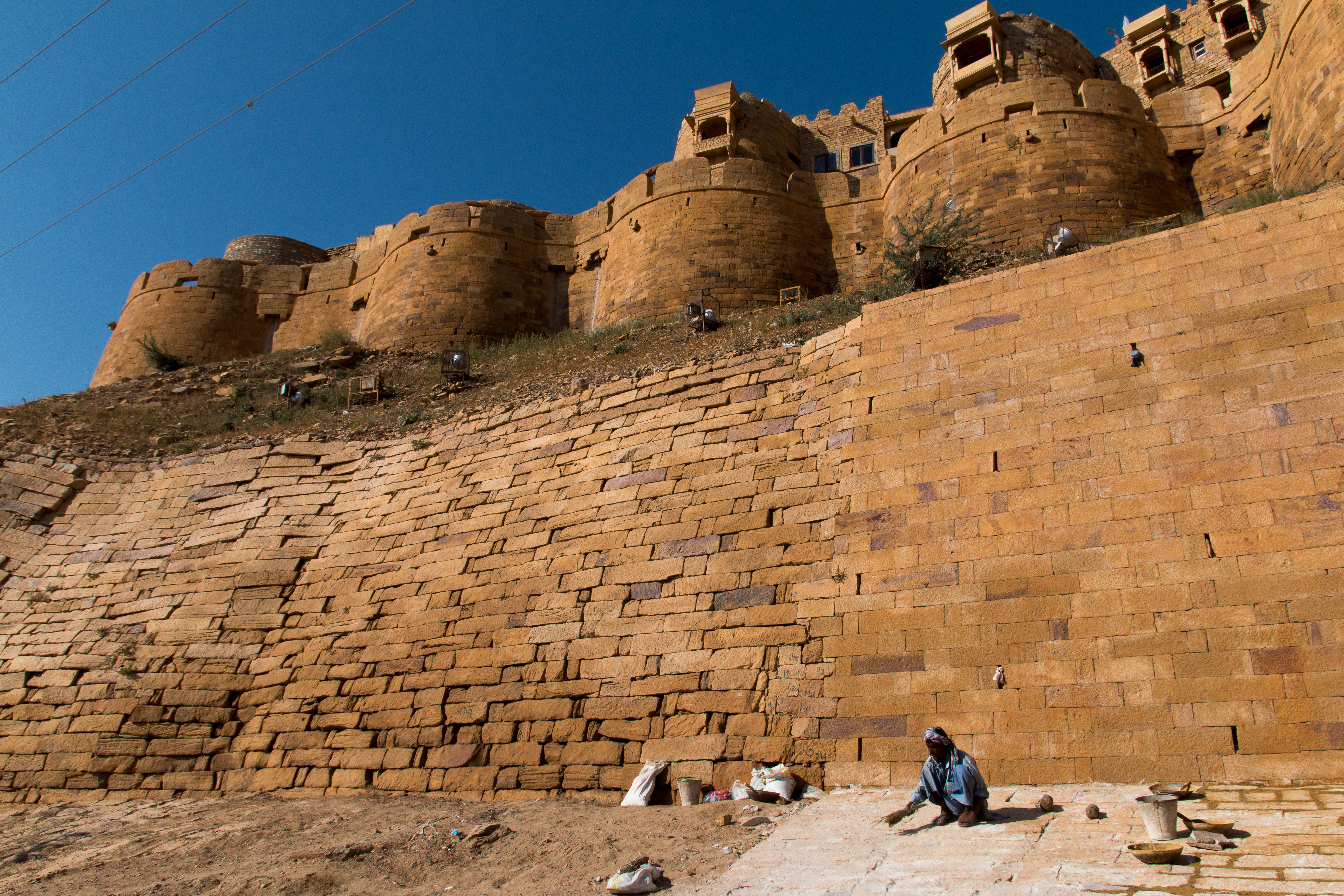
Thành Jaisalmer
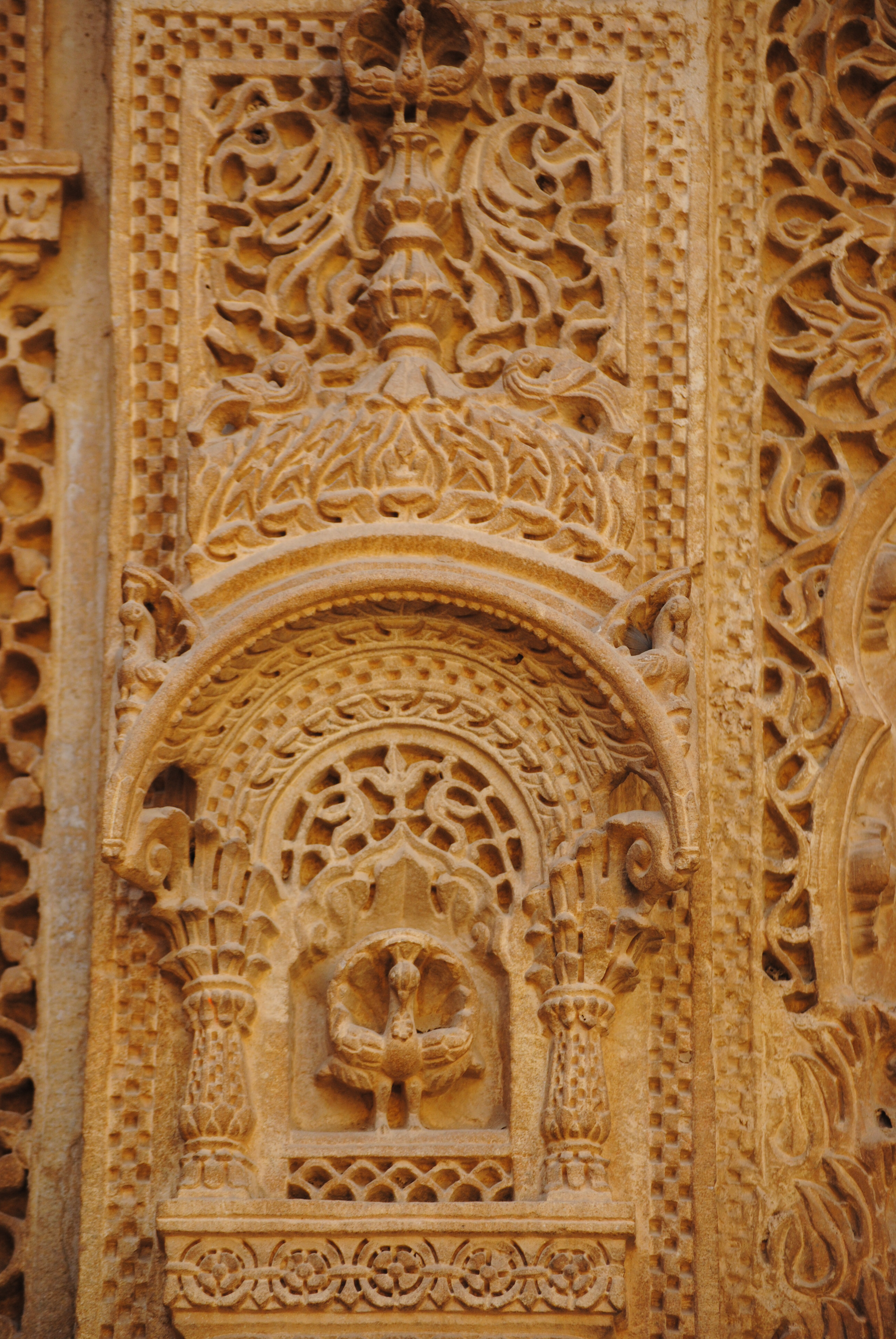
Các bản khắc trong pháo đài